# GDH (企業)
株式会社GDH (英: GDH K.K.) は、かつて存在したアニメーション会社の株式会社ゴンゾを中心とする持株会社。2009年4月にGDHを存続会社としてゴンゾと合併し、株式会社ゴンゾに社名変更した。そのため、会社組織上は存続している。

## 沿革
- 1992年（平成4年）9月 - アニメ制作会社として有限会社ゴンゾを設立。
- 1996年（平成8年）5月 - CG制作を行う株式会社ディジメーションを設立。
- 1999年（平成11年）5月 - 有限会社ゴンゾから株式会社ゴンゾへ組織変更。
- 2000年（平成12年）
  - 2月 - 持株会社の株式会社ゴンゾ・ディジメーション・ホールディングを設立。
  - 5月 - ネット関連事業を行う株式会社クリエーターズ・ドットコムを設立
- 2002年（平成14年）4月 - 株式会社ゴンゾと株式会社ディジメーションが合併し、株式会社ゴンゾ・ディジメーションに社名変更。
- 2003年（平成15年）11月 - 音楽制作と著作権管理を目的として、株式会社フューチャービジョンミュージックを設立。
- 2004年（平成16年）
  - 4月30日 - フジテレビが第三者割当増資で株式会社GDHの株式の約10%を取得。
  - 7月 - ゴンゾ・ディジメーションを株式会社ゴンゾに、ゴンゾ・ディジメーション・ホールディングを株式会社GDHに、クリエーターズ・ドット・コムを株式会社Gクリエイターズにそれぞれ社名変更。
  - 11月 - GDHが東京証券取引所マザーズ市場に上場。
- 2005年（平成17年）
  - 9月 - 株式会社ワープゲートオンラインの株式を100%取得し、オンラインゲーム事業参入を発表。
  - 11月 - ワープゲートオンラインをゴンゾロッソオンライン（のちにゴンゾロッソを経てインデックス・ホールディングスに売却し、現・ロッソインデックス）に変更。ハドソンの運営するオンラインゲーム『Master of Epic』での業務提携を発表。2006年春より共同開発、運営予定。
  - 12月 - ゴンゾロッソオンライン子会社としてベンチャーファンドである株式会社GDHキャピタル（現・ザイタス・パートナーズ）設立。
- 2006年（平成18年）
  - 3月 - タブリエ・コミュニケーションズ株式会社の第三者割当増資によりタブリエの発行済み株式の5.9％を引き受け、資本・業務提携を行うことを発表。
  - 6月 - 日本以外のアジア全域で衛星放送を行っているアニマックス・アジアとの間で、GONZO作品についての長期独占契約を締結。
- 2007年（平成19年）12月17日 - 中国企業の九州夢網及びリーガーデジタルTVとの合弁企業「力合功造（寧波）文化発展有限公司」（リーガーゴンゾエンターテインメント有限会社）の設立を発表。
- 2008年（平成20年）
  - 6月 - 平成20年3月期決算において、マザーズの上場廃止基準に定める債務超過の状態であることを発表。
  - 8月14日 - 保有するGo-n Productions全株式を売却。
  - 9月 - いわかぜキャピタル株式会社の運営するいわかぜ1号投資事業有限責任組合により、約19億円の第三者割当増資を行うことを発表。
  - 10月1日 - 執行役員社長として元ジュピターエンタテインメントの柄澤哲夫、執行役員として元株式会社卑弥呼の進士裕志が就任。
  - 11月 - 連結子会社である株式会社GDHキャピタルの株式を合同会社弥生へ譲渡。非連結子会社化。
- 2009年（平成21年）
  - 2月18日 - 同年4月1日をもって連結子会社であるゴンゾを吸収合併することを発表。以後はGDHが商号をゴンゾに変更し、アニメ製作事業を行う。
  - 3月31日 - 所有するゴンゾロッソの全株式を中小企業サービス機構株式会社（代表取締役：木村弘司）に売却。グループ離脱。
  - 4月1日 -「上場廃止基準に抵触に関するお知らせ」が発表され、東京証券取引所から監理銘柄に指定される。
  - 4月30日 - 自社のデジタル部門（3D、VFX、編集）を株式会社グラフィニカ（代表取締役：伊藤暢啓）に売却。
- 2012年（平成24年）5月7日 - 連結子会社（株式会社ゴンジーノの100％子会社）として、株式会社沖縄ゴンゾ（本社：沖縄県宜野湾市、代表取締役：石川真一郎、資本金：3百万円、略称「沖縄ゴンゾ」）設立を発表[1]。

## 主な作品
以前は、子会社であるゴンゾがアニメーション作品の制作を行っていたが、GDHに吸収合併された現在において、組織上はGDH（吸収合併後、ゴンゾに社名変更）が制作業務を行う形になっている。合併以前（2009年3月以前）及びゴンゾへの商号変更後（2009年4月1日以降）の作品についてはゴンゾのページに記載。

### アニメ

#### テレビシリーズ
- 瀬戸の花嫁 (アニメ)（2007年、TVシリーズ）
- アラド戦記〜スラップアップパーティー〜（2009年、TVシリーズ）
- シャングリ・ラ（2009年、TVシリーズ）
- 咲-Saki-（2009年、TVシリーズ）
- にゃんぱいあ The Animation（2011年、TVシリーズ）
- ラストエグザイル-銀翼のファム-（2011年、TVシリーズ）
- 松本零士「オズマ」（LandQ Studiosと共同制作、2012年）

#### ネット配信
- こぴはん（2011年、ネット配信）

#### PV
- 極限脱出ADV 善人シボウデス（2012年、ゲームソフト）

## 関連する企業
※2020年12月20日時点。

### グループ企業（子会社）
- 株式会社ゴンゾ - 1992年9月、日本に設立。2009年4月に吸収合併し解散。
- 株式会社ゴンジーノ - 2005年7月、100％出資にて日本に設立。
- GDH(M)SDN.BHD. - 2007年7月、100％出資にてマレーシアに設立。

### 元グループ企業
- GO-N Productions - 2008年8月、全株式を売却。
- 株式会社GDHキャピタル（現・ザイタス・パートナーズ） - 2008年11月、全株式を合同会社弥生へ売却。
- 株式会社ゴンゾロッソ（現・ロッソインデックス） - 2009年3月、保有分の全株式を中小企業サービス機構株式会社に売却。
  - 株式会社Gクリエイターズ - 2007年3月、当時グループ会社であった株式会社ゴンゾロッソオンラインに吸収合併された。ゴンゾロッソオンラインはゴンゾロッソに社名変更。
- 株式会社GK Entertainment - 2009年10月、全株式を株式会社GKHに売却。
- 株式会社フューチャービジョンミュージック - 2003年11月、100％出資にて日本に設立。2012年7月、全株式を株式会社創通に売却。

### その他
- 株式会社サンジゲン - ゴンゾの元スタッフが2006年3月に設立。
- 株式会社デイヴィッドプロダクション - ゴンゾの元社長、元プロデューサーが2007年9月に設立。
- フッズエンタテインメント株式会社 - ゴンゾの元プロデューサーが2008年2月に設立。
- 株式会社エンカレッジフィルムズ - ゴンゾの元プロデューサーが2008年8月に設立。
- LAMBDA FILM株式会社（現・LMD） - GDHの元会長が2009年4月に設立。
- 株式会社グラフィニカ - ゴンゾがキュー・テックに売却したデジタル部門を元に2009年4月に設立。
- 株式会社Studio五組 - ゴンゾの元プロデューサーが2010年5月に設立。
- 株式会社スタジオグラム - ゴンゾの元プロデューサーが2010年に設立。
- 株式会社オクルトノボル - ゴンゾ出身のデイヴィッドプロダクションの元プロデューサーが2017年12月に設立。
- 株式会社スタジオKAI - 2019年6月に設立。ゴンゾの制作部門を継承。